# Борисов, Юрий Петрович
Юрий Петрович Борисов  (1 сентября 1923 года  — 2006) — специалист в области радиотехнических систем, декан радиотехнического факультета МЭИ (1980-1987), профессор, заведующий кафедрой радиотехнических систем Московского Энергетического института.

## Биография
Юрий Петрович Борисов родился 1 сентября 1923 года. В 1949 году окончил радиотехнический факультет МЭИ. В 1953 году
защитил кандидатскую диссертацию, В 1984 году ему было присвоено звание профессора. С 1980 по 1987 год был деканом радиотехнического факультета МЭИ, в 1980—1990 годах заведовал кафедрой радиотехнических систем института.
Борисов Ю. П. вместе с Гуткиным Львом Соломоновичем были основателями кафедры радиотехнических систем (РТС), образованной в 1961 году после выделения группы преподавателей и аспирантов кафедры радиоприемных устройств во главе с профессором Л. С. Гуткиным, разработавших учебно-методические планы специальности «Радиотехнические системы».
Инженеры специальности «Радиотехнические системы» способны на системном уровне анализировать работу радиотехнических устройств, входящих в радиокомплексы. Юрий Петрович читал лекции по дисциплинам «Основы радиоуправления»,  «Применение ЭВМ при исследовании и проектировании радиосистем»; участвовал в написании изданной в 1968 году монографии «Радиоуправление реактивными снарядами и космическими аппаратами».  В 1967 году он с профессором П. И. Пениным написал учебное пособие «Основы многоканальной передачи информации».
Под руководством Юрия Петровича Борисова в МЭИ было подготовлено и защищено 13 кандидатских диссертаций.
Область научных интересов: аналоговое и цифровое моделирование радиосистем и радиоустройств, оптимизации характеристик радиосистем. Итогом его работ в этом направлении стало учебное пособии «Математическое моделирование радиосистем» (1975).
Похоронен на Ваганьковском кладбище.

## Награды и звания
- Государственная премия СССР (1986)  — за большой вклад в создание и развитие статистической теории радиосистем.

## Труды
- Учебное пособие по курсу "Применение ЭВМ и микропроцессоров в радиосистемотехнике". Моделирование радиосистем методом информационного параметра/ Ю. П. Борисов, В. М.Чиликин.  М. : Изд-во МЭИ, 1990.
- Учебное пособие по курсу Применение ЭВМ и микропроцессоров в радиосистемотехнике: моделирование радиоустройств и систем методом комплексных амплитуд / Ю. П. Борисов, А. А. Валуев, Ю. А. Евсиков. - М.:, 1991.
- Помехозащищённость систем радиосвязи с расширением спектра сигналов методом псевдослучайной перестройки рабочей частоты. Борисов В. И., Зинчук В. М., Лимарев А. Е. и др. М.: Радио и связь, 2000. - 384 с.
- Моделирование радиоустройств и систем методом комплексных амплитуд. Под ред. Ю. П. Борисов - М.: МЭИ, 1991. - 87 с.
- Математическое моделирование радиотехнических систем и устройства. Борисов Ю. П., Цветнов В. В. М.: Радио и связь, 1985.